# Gimme More
"Gimme More"은 미국의 가수 브리트니 스피어스의 5번째 음반 Blackout에 수록되어있는 노래, 싱글이다. 음반 판매량 인증에서는 오스트레일리아에서 골드, 캐나다 플래티넘, 영국 플래티넘, 덴마크 골드를 인증받았다.

## 트랙 리스트, 버전
- 디지털 다운로드, 디지털 EP - 리믹스
- 오스트레일리아 싱글
- 유럽, 미국

## 차트 기록
| 차트 (2007)                     | 최고기록 |
| ------------------------------- | -------- |
| 캐나다 핫 100 싱글              | 1        |
| 유럽 핫 100 싱글                | 2        |
| 아일랜드 FIMI 싱글 차트         | 2        |
| 노르웨이 싱글 차트              | 3        |
| 스웨덴 싱글 차트                | 2        |
| 스위스 싱글 차트                | 4        |
| 영국 싱글 차트                  | 3        |
| 미국 빌보드 핫 100              | 3        |
| 미국 빌보드 핫 댄스 클럽 플레이 | 1        |